# Edmund Niziurski

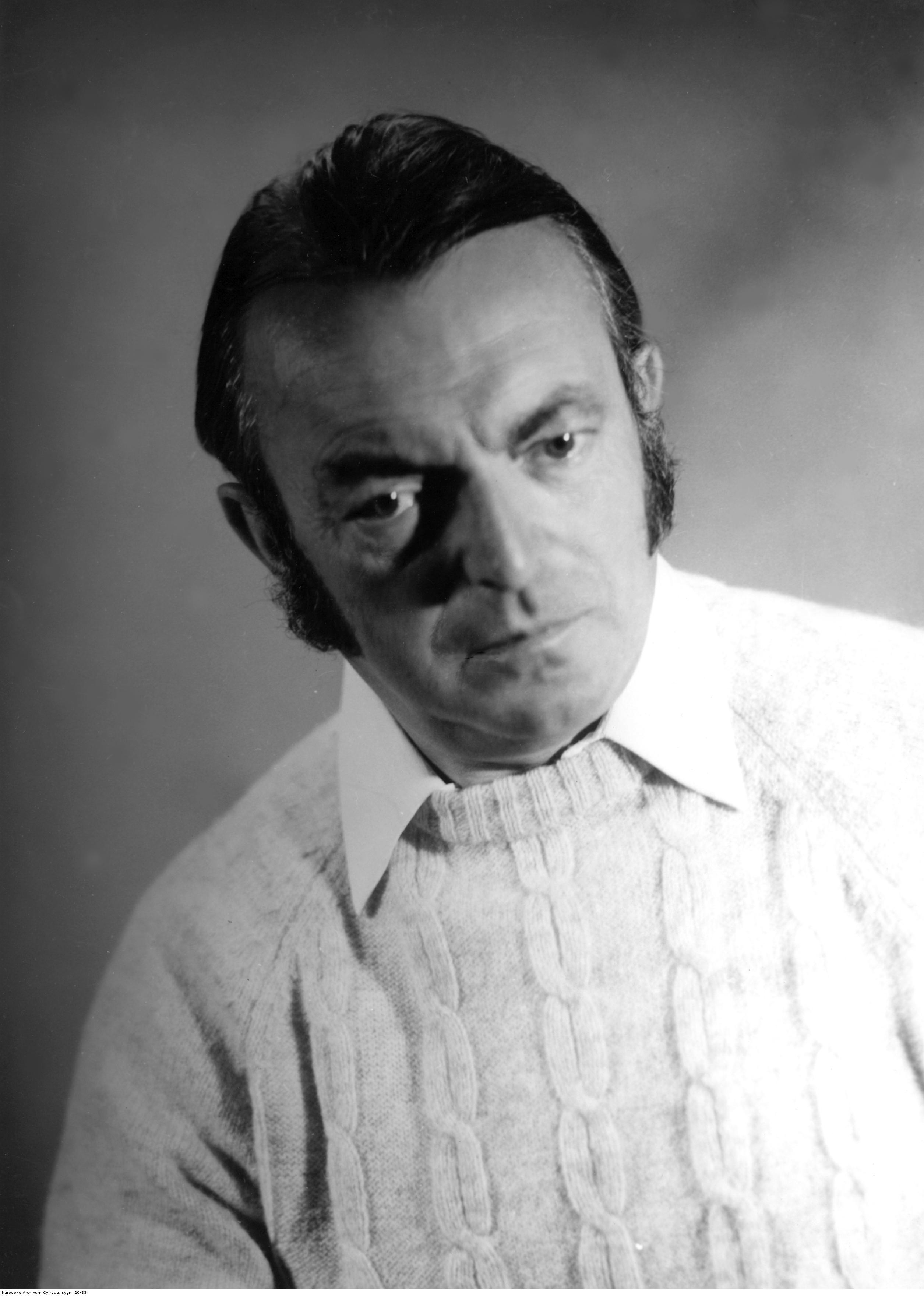
Edmund Niziurski, 1965-68

Edmund Niziurski (10 de julio de 1925-9 de octubre de 2013) fue un escritor popular polaco, autor de numerosas novelas humorísticas y cuentos para niños, adolescentes y adultos, escritas con un tipo específico de ironía. También fue un sociólogo y un abogado.

## Carrera
Niziurski hizo su primera aparición en la prensa en 1944 con un poema publicado en Biuletyn Informacyjny, una revista publicada por el Ejército Nacional. Después de la guerra, colaboró con varias revistas, como Płomyk, Świat Młodych, y también con la Radio Polaca, para la que escribió guiones radiofónicos. En el curso del tiempo, sus libros para niños y adolescentes se han convertido en muy populares, mientras que las novelas escritas para lectores adultos son mucho menos conocidas. En 1975 fue condecorado con la Orden de la Sonrisa y en 2008 recibió la Medalla al Mérito Cultural «Gloria Artis».
Niziurski escribió historias dinámicas, ingeniosas y humorísticas que gira principalmente en torno a la vida escolar cotidiana de sus personajes adolescentes, pero también contiene elementos de la sensación, y en sus últimas obras, la ciencia ficción.
Niziurski murió a los 88 años de edad, en Varsovia.

## Las novelas más famosas
- Księga urwisów (El Libro de los pilluelos), Iskry, Warsaw, 1954
- Siódme wtajemniczenie (La séptima Iniciación),
- Sposób na Alcybiadesa (Cómo obtener Alcibíades), Iskry, Warsaw 1964, también una película de 1998
- Spona en Internet Movie Database (en inglés).
- Niewiarygodne przygody Marka Piegusa (Aventuras increíbles de Marek Piegus)